# Chai (software)

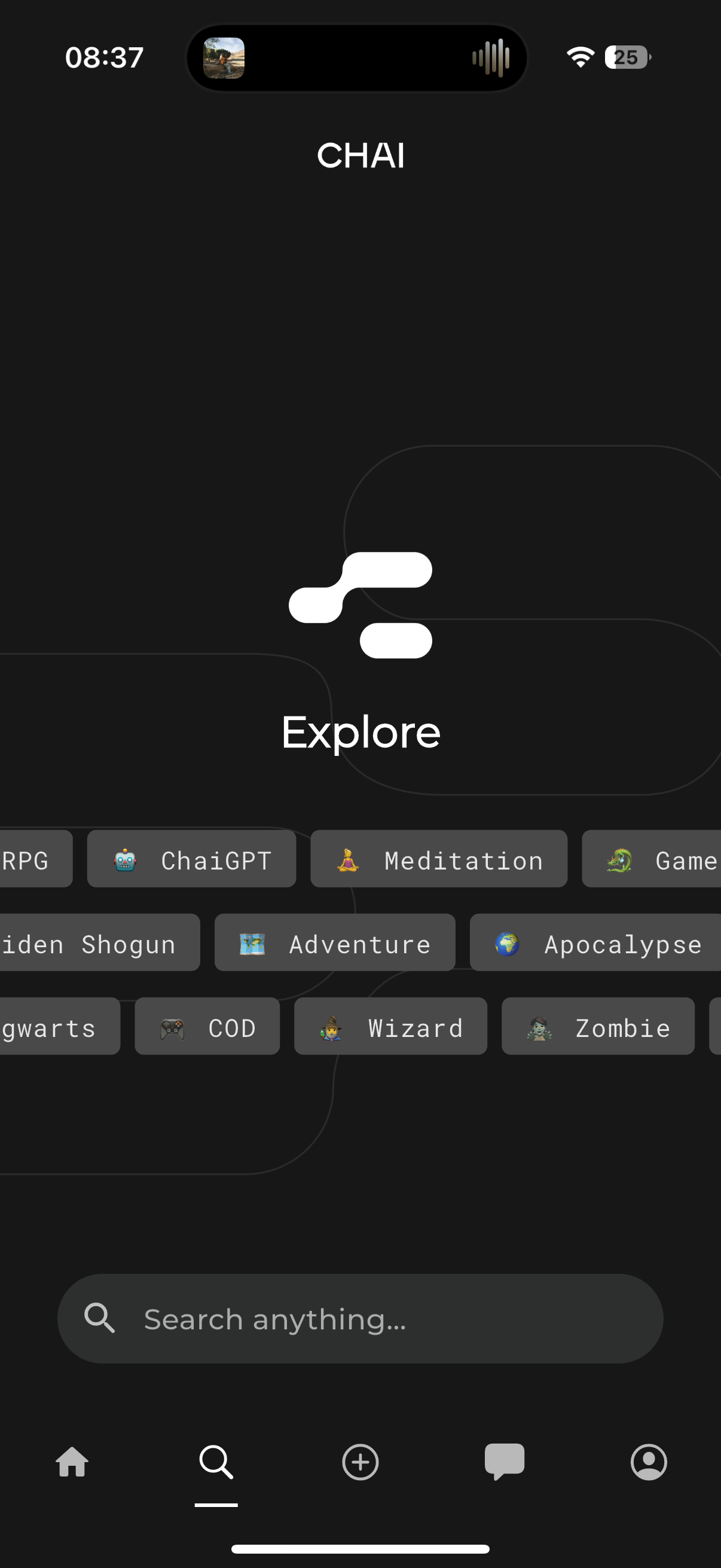
Captura de pantalla de la aplicación Chai (2024)

Chai, mix of words chat and ai es una plataforma de inteligencia artificial que utiliza grandes modelos de lenguaje (LLM) con los que interactúan los usuarios que fue lanzada en 2021. La característica principal de la aplicación es proporcionar una plataforma para que los usuarios hablen con personajes de IA. Los chatbots son creados por los usuarios proporcionando una personalidad y un mensaje de su elección, y luego se publican en la plataforma para que otros usuarios los busquen y charlen con ellos. En octubre de 2022, la aplicación tenía más de 100.000 usuarios activos diarios. La aplicación ha sido utilizada como herramienta para contar historias por la autora canadiense Sheila Heti . 

## Historia
Chai fue fundada en Cambridge, Inglaterra, por el director ejecutivo William Beauchamp. Posteriormente la empresa se trasladó a Palo Alto, California.
En 2023, Chai recaudó una ronda de financiación inicial que resultó en una valoración de 450 millones de dólares.
En 2024, Chai anunció su colaboración con varias empresas tecnológicas importantes para integrar su tecnología de chatbot en plataformas de servicio al cliente y entretenimiento, consolidando aún más su lugar en el mercado de interacción impulsada por IA.
A finales de 2024, Chai se considera una de las plataformas líderes para la creación de chatbots de IA, y sus servicios se adoptan ampliamente tanto para fines comerciales como de entretenimiento. La base de usuarios de la plataforma ha crecido significativamente, con un aumento notable en los usuarios activos diarios y la expansión global de las aplicaciones.

## Controversia
En diciembre de 2024, el Washington Post informó que las autoridades de Bélgica iniciaron una investigación sobre la empresa tras una denuncia. La investigación comenzó en julio de 2024, después de que un hombre holandés muriera por suicidio tras extensas conversaciones en la aplicación Chai.